# Bredzon

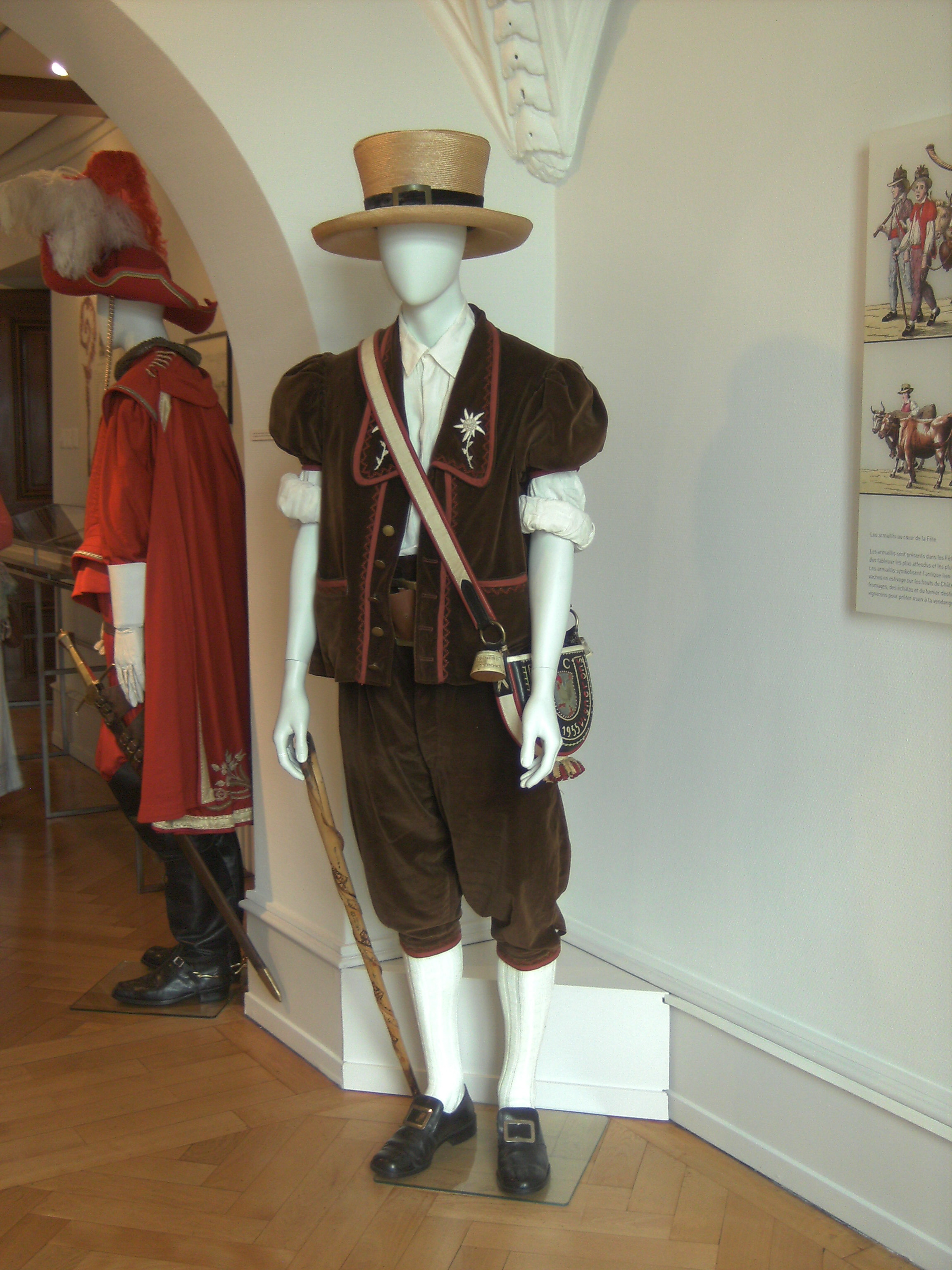
Costume de l'armailli tel que le portait Roger Cochard pour chanter le Ranz des vaches à la Fête des Vignerons en 1955, exposé au musée de la Confrérie des vignerons de Vevey. Le costume de Bernard Romanens en 1977 était bleu avec des liserés et des bas rouges.

Le bredzon est le vêtement de travail de l'armailli, berger des Alpes suisses. Il s'agit d'un vêtement traditionnellement masculin ; l'équivalent féminin est le Dzaquillon. 

## Composition du costume entier d'armailli
Il se compose d'une veste, brodée d’edelweiss sur le col, à manches courtes et bouffantes confectionnée avec du triège, d'un pantalon étroit, d'une chemise, d'une calotte de paille, appelée capet, garnie, à l’extérieur, de soie et de velours noir, d'un loyi (sacoche de cuir portée en bandoulière) qui contient le sel destiné aux vaches et qui porte, de chaque côté, une cornette, godet taillé dans une corne de vache contenant de la graisse à traire et enfin d'une canne.

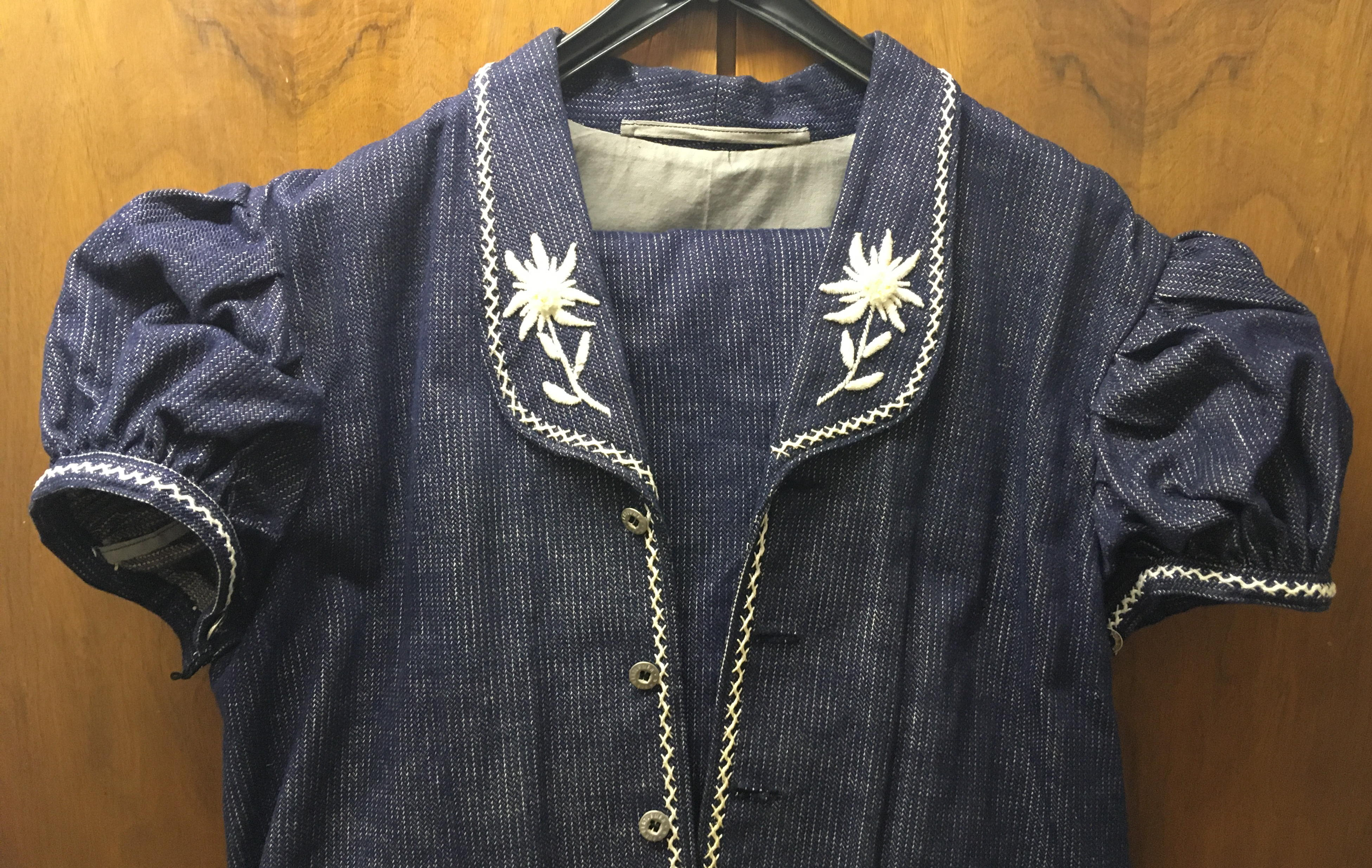
Partie supérieure d'une veste de Bredzon.

## Historique
Le costume d'armailli est apparu pour la première fois sur une peinture de poya datée de 1840. La bourgeoisie des années 1920 l'a revalorisé en le revêtant le dimanche pour assister à l'office.